# Wierchniezagladino
Wierchniezagladino (ros. Верхнезаглядино) – wieś (dieriewnia) w Rosji, w obwodzie orenburskim, w rejonie asiekiejewskim. W 2010 liczyła 79 mieszkańców.